# Radio en Ecuador
La radio en Ecuador es el medio de comunicación más popular del país. La Constitución de Ecuador de 2008 reconoce tres sectores de la comunicación: comunitario, privado y público. Estos tres sectores son repartidos equitativamente en el espectro radioeléctrico del Ecuador.

## Historia
Antes de que se oficialicen las primeras emisoras de radio hubo algunos experimentos de emisión de señales sonoras de radio París de Guayaquil en 1926 y de Radiodifusora Nacional de Quito en 1929 promovida por el Estado.
El 13 de junio de 1929, En Riobamba provincia de Chimborazo se realizó la primera emisión normal de una emisora, radio El Prado, dirigida por Carlos Cordovez Borja, ingeniero electrónico graduado en la Universidad de Yale en 1910 y considerado pionero de la radiodifusión nacional. El Prado fue una fábrica de tejidos y un espacio abierto para el fomento del arte y el deporte. Se estableció como una estación no comercial y su programación era musical y cultural. Con el paso del tiempo, retransmitió noticias y eventos deportivos.
El 16 de julio de 1930, en Guayaquil existió una emisora de radio llamada HC2JBS Ecuador Radio, que emitía en onda corta y fue lanzada por Juan Sergio Behr Bustamante, que redactaba y emitía los avisos comerciales del almacén de su padre. Behr fue considerado por el historiador guayaquileño Hugo Delgado Cepeda como el primer locutor comercial de Ecuador. Unos meses después, el 25 de diciembre de 1931, en Quito provincia de Pichincha, se transmitió la señal de Radio HCJB, "La Voz de Los Andes", de propiedad de pastores evangélicos otorgada por el presidente de la República Isidro Ayora.
Radio Quinta Piedad HC2RL nació en Guayaquil el 28 de febrero de 1933, en la hacienda Quinta Piedad adquirida por el químico alemán Roberto Leví. El 6 de septiembre de ese mismo año apareció Radio HC2JB, "La Voz del Litoral", que perteneció a Eric Williams de la casa Reed & Reed. Fue en esta emisora donde se comenzaron a difundir los primeros espacios de noticias.
El 16 de febrero de 1935, en Guayaquil fue fundada Radio HC2ET El Telégrafo, una emisora del periódico El Telégrafo por iniciativa del gerente José Santiago Castillo. También a principios de 1935, apareció Radio American HC2AT, emisora de propiedad de la casa musical America Trading Co., empresa encargada de comercializar los receptores de radio marca Zenith Electronics. El 5 de abril, también en Guayaquil y en el mismo año, fue fundada Radio Ortiz HC2ROZ por Rigoberto Ortiz Bermeo. El 22 de abril, se instaló en Quito Radio El Palomar con la asesoría de Carlos Cordovez Borja, creador de la Radio El Prado.
El 11 de marzo de 1936, se fundó en Quito Radio Bolívar, conocida como “La voz de la libertad”, y cuyo transmisor estuvo instalado en una de las torres del Teatro Bolívar de la ciudad. Unos meses más tarde, el 8 de julio de 1936 en Guayaquil nació la emisora Ondas del Pacífico, HC2AW. Dos años después, en 1938, en Cuenca, se emitieron señales de radio con transmisores de 50 vatios de potencia desde la casa de la empresaria y filántropa ecuatoriana Hortensia Mata. Ese mismo año, fue fundada en Quito Radio Colón por Manuel Mantilla Mata. Diario El Comercio lanzó su emisora Radio Quito el 18 de agosto de 1949.

## Tipos de radio en Ecuador

### Radio privada
En Ecuador el 91% de los medios de ecuatorianos son privados.

### Radio pública
Los medios públicos reciben el nombre de Empresa Pública Medios Públicos de Comunicación del Ecuador (Medios Públicos EP). En Ecuador el 5% pertenecen a los medios públicos.

### Radio comunitaria
Estación de radio sin fines de lucro y creada para favorecer el desarrollo de una población o comunidad. El 4% de los medios ecuatorianos son comunitarios. Las emisoras comunitarias de Ecuador en su mayoría están agrupadas en la Coordinadora de Medios Comunitarios Populares y Educativos del Ecuador  (CORAPE) creada en 1988.